# Dobroń (gemeente)
De gemeente Dobroń is een landgemeente in het Poolse woiwodschap Łódź, in powiat Pabianicki.
De zetel van de gemeente is in Dobroń.
Op 30 juni 2004 telde de gemeente 6752 inwoners.

## Oppervlakte gegevens
In 2002 bedroeg de totale oppervlakte van gemeente Dobroń 94,37 km², waarvan:
- agrarisch gebied: 52%
- bossen: 41%

De gemeente beslaat 19,23% van de totale oppervlakte van de powiat.

## Demografie
Stand op 30 juni 2006:
| Omschrijving                   | Totaal | Totaal | Vrouwen | Vrouwen | Mannen | Mannen |
| ------------------------------ | ------ | ------ | ------- | ------- | ------ | ------ |
| eenheid                        | aantal | %      | aantal  | %       | aantal | %      |
| inwoners                       | 6752   | 100    | 3460    | 51,2    | 3292   | 48,8   |
| bevolkingsdichtheid (inw./km²) | 71,5   | 71,5   | 36,7    | 36,7    | 34,9   | 34,9   |

In 2002 bedroeg het gemiddelde inkomen per inwoner 1226,3 zł.

## Administratieve plaatsen (sołectwo)
Barycz, Chechło Pierwsze, Chechło Drugie, Dobroń Mały, Dobroń Poduchowny, Dobroń Duży, Morgi, Ldzań (dorpen: Ldzań en Talar), Markówka, Mogilno Duże, Mogilno Małe, Orpelów, Poleszyn, Róża, Wymysłów-Piaski, (dorpen: Wymysłów-Piaski, Wymysłów Francuski).

## Aangrenzende gemeenten
Dłutów, Łask, Pabianice, Pabianice, Wodzierady